# Land der Liebe
Land der Liebe ist ein deutscher Spielfilm aus dem Jahre 1937 von Reinhold Schünzel, dessen letzte reichsdeutsche Inszenierung dies war.

## Handlung
In einem kleinen Phantasieland regiert ein König, der trotz seiner 45 Jahre noch immer unverheiratet ist. Viel lieber widmet sich der junge Monarch dem Sport und gibt sich auch anderen Amüsements hin. Das passt dem Ministerpräsidenten des Landes überhaupt nicht in den Kram, und er sucht daraufhin für den Eheunwilligen kurzerhand eine vorzeigbare junge Dame, die er in Prinzessin Julia findet. Julia ist in einem Kloster aufgewachsen und wird von ihrer Mutter, Fürstin Ilonka, instruiert, sofort heimzukehren. Da ihre Mutter aber nicht wie verabredet am Bahnhof auftaucht, macht sich Julia allein auf den Weg nach Hause. Unterwegs lernt sie einen sympathischen jungen Mann kennen, der sich als Franz Schniepex vorstellt. Ein Taxi ist nirgendwo in Sicht, der junge Mann gefällt Julia gut, und so machen sich beide auf den Weg zum nächsten Rummel, um sich gemeinsam zu amüsieren. Beide wissen nicht, wer der jeweils andere wirklich ist. Da wird bekannt gegeben, dass Prinzessin Julia nunmehr die Braut des bislang gattinlosen Königs werden soll. Julia ist entsetzt, sie wusste nichts von diesem Arrangement und läuft einfach davon.
Franz geht enttäuscht nach Hause und wirft vor lauter Enttäuschung, dass ihm die nette junge Frau davongelaufen ist, die auf dem Jahrmarkt erworbenen Knallkörper aus dem Fenster, die prompt vor die Räder des königlichen Autos fallen. Man vermutet ein Attentat, und Franz wird von der Staatsmacht verhaftet. Dem König ist dieser Anschlag durchaus recht, er benutzt ihn als Vorwand, um für eine Zeitlang abzutauchen und damit der für ihn arrangierten Eheschließung zu entgehen. Dem Polizeipräfekten entgeht nicht die Tatsache, dass Franz Schniepex eine verblüffende Ähnlichkeit mit seinem Monarchen hat. Franz wird vom Polizeipräfekten und dem Ministerpräsidenten ein Handel angeboten: Er wird nicht nur aus der Haft entlassen, sondern soll sogar eine ordentliche Entlohnung erhalten, falls er für die kommenden Tage des Königs Stelle einnehmen würde. Julia hat sich derweil dem Willen ihre Mutter gebeugt und ist an den Hof des Königs angereist, um verheiratet zu werden. Sie ist entzückt, als sie ihren Franz wiedersieht. Sollte er tatsächlich der König sein?
Die Dinge verkomplizieren sich bald erheblich. Julia erfährt, dass Franz doch nur Franz ist und zudem auch noch Schriftsteller, wie ihr Ilonka zuträgt. Bald kehrt auch noch der echte König an den Hof zurück. Dort sieht er als erste ihm unbekannte Frau die Fürstin Ilonka. Plötzlich ist er einer Heirat überhaupt nicht mehr abgeneigt, denn Ilonka gefällt ihm, trotz ihres fortgeschrittenen Alters, sehr. Julia will ihren Franz nicht mehr ziehen lassen und spricht beim König vor. Beide sind sich schnell handelseinig: Jeder von ihnen soll die bzw. denjenigen heiraten, die bzw. der ihm bzw. ihr gefällt. Und so wird Ilonka im Land der Liebe die neue Königin, während Franz seine Prinzessin Julia zu seiner ganz persönlichen Königin machen darf.

## Produktionsnotizen
Der Film befand sich seit 1936 unter dem Titel Die Hofloge (basierend auf der gleichnamigen musikalischen Bühnenkomödie von Karl Farkas) in Planung. Die Dreharbeiten zu Land der Liebe begannen am 4. Januar 1937 in Münchener und Berliner Filmstudios und endeten im April desselben Jahres. Die Uraufführung erfolgte am 10. Juni 1937 in zwei Berliner Lichtspielhäusern. Dem 27-jährigen Leinwanddebütanten Albert Matterstock, der für seinen filmischen Einstand eine Gage von 1200 Reichsmark erhielt, wurde von der Presse eine große Zukunft als Filmliebhaber vorhergesagt.
Rudi Schuricke singt zu Beginn des Films in einem Lokal, ist aber im Bild nicht zu sehen.
Produzent Georg Witt übernahm auch die Produktionsleitung. Die Bauten erstellten Ludwig Reiber, Willi Depenau und Kurt Dürnhöfer. Willi Eplinius und Fritz Lück zeichneten für die Kunstmalarbeiten verantwortlich. Kurt Hoffmann assistierte Regisseur Schünzel, Kurt Schulz assistierte Chefkameramann Werner Bohne. Eleanor Behm-Techow entwarf die Kostüme, Hermann Storr sorgte für den Ton, Heinz Ritter war Standfotograf. Sabine Ress zeichnete für die Choreographie verantwortlich. Die Texte zu Alois Melichars Kompositionen verfassten Hans Fritz Beckmann und Kurd E. Heyne.

## Politische Implikationen
Die Dreharbeiten zu Land der Liebe standen unter keinem guten Stern und waren von Anbeginn von massiven politischen Schwierigkeiten begleitet. Schünzel plante eine verklausuliert parodistische Abrechnung mit dem NS-Regime und bat daher zunächst den gefeierten Unterhaltungsschriftsteller Curt Goetz, der seit frühen Stummfilmzeiten auch über Filmerfahrungen verfügte, ihm beim Drehbuch und den Dialogen zu helfen. Der Autor geschliffener Gesellschaftskomödien sollte ursprünglich die Matterstock-Rolle übernehmen, sein Vertrag mit der Georg-Witt-Film wurde jedoch aufgelöst. Goetz hatte kurz zuvor Drehbuch und Dialoge zu der Filmkomödie Glückskinder (1936) geschrieben und dafür viel Lob erhalten. Goetzens Ehefrau Valerie von Martens gab in Land der Liebe ihr Tonfilmdebüt.
Im Frühjahr 1937 wurde im Propagandaministerium ruchbar, dass der Film eine verklausulierte Parodie der nationalsozialistischen Herrschaft mit Seitenhieben auf ihre wichtigsten Vertreter werden würde. „An der Oberfläche: eine operettenhafte Verwechslungsfarce“, wie es in einer Rundfunkreportage von Bayern 2 vom 29. April 2015 heißt. „Unter der Oberfläche macht sich Schünzel über Regierungspopanz und Selbstgefälligkeit der Eliten lustig. Ein Reichsführer, der keine Lust auf Frauen hat, eine schöne Blondine, die keine Lust hat, mit dem Führer verkuppelt zu werden, dazu ein hinkender Polizeiminister und ein Bombenattentat, ganz aus Versehen: deutliche Hinweise, gegen wen in diesem Film gestichelt wird.“ Da die Premiere für den 29. April 1937 vorgesehen war, machte sich Filmminister Dr. Joseph Goebbels am 27. April selbst ein Bild von dem erst in diesem Monat abgedrehten Streifen. Er scheint über das Resultat entsetzt gewesen zu sein. In seinem Tagebuch ist folgendes zu lesen: „Der Film bringt uns einen ungeheuren Schaden. Der darf so nicht heraus. Das hat dieser Halbjude Schünzel mit Absicht gemacht. Aber ich werde diesen Unrat ausmisten.“ Die Uraufführung wurde daraufhin verschoben und der Film massiv umgeschnitten.
Schünzel, Goetz und Tobis-Vertriebschef Friedrich A. Mainz wurden für Anfang Mai 1937 von der Gestapo zum Verhör einbestellt. Schünzel, der seine Verhaftung befürchtete, setzte sich daraufhin, gemeinsam mit seiner Frau, umgehend nach Österreich ab. Am 30. April 1937 traf er in Wien ein und sollte bis 1949 nicht mehr wieder deutschen Boden betreten. Während Goetz, seit 1933 in der Schweiz wohnhaft, einigermaßen glimpflich aus der Angelegenheit herauskam und 1938 sogar noch einmal im Reich Filmregie führen durfte (Napoleon ist an allem schuld), traf Mainz der Bannstrahl von Goebbels, mit dem er wegen „Land der Liebe“ einen heftigen Disput gehabt hatte, besonders hart. Noch im Mai 1937 wurde er seines Postens enthoben und emigrierte vorübergehend in die Schweiz.
Da man den Film aufgrund seiner Kosten von knapp anderthalb Millionen Reichsmark nicht einfach verbieten wollte, wurde Land der Liebe leicht verstümmelt sechs Wochen nach der vorhergesehenen Premiere doch noch aufgeführt. Da sich Schünzel zu diesem Zeitpunkt längst im westlichen Ausland aufhielt, einen Filmvertrag mit der MGM in der Tasche hatte und sich für sein „Durchhalten“ im Dritten Reich feiern lassen wollte – „Ich war vier Jahre ein Held!“ – ordnete Goebbels an, Schünzels Namen im Vorspann nicht zu erwähnen.

## Kritiken
In der Österreichischen Film-Zeitung vom 20. August 1937 heißt es: „Das Bild repräsentiert sich als ein liebenswürdiges, pompös ausgestattetes Lustspiel, das beim besten Willen nirgends irgend etwas von jener Persiflage zeigt, die nach gewissen Sensationsmeldungen zum Bannfluch über Regisseur und Autor geführt haben soll. (…) Albert Matterstock spielt den Liebhaber und Helden mit seltenem Feingefühl für die verschiedenen Modulationen, die das Manuskript dem Helden vorschreibt“
Paimann’s Filmlisten resümierte: „Eine nicht mehr ganz neue Handlungsidee mit viel Witz, Ironie und trockenem, oft überspitztem Humor ist flott, aber etwas bühnenmäßig inszeniert. Im sympathischen Ensemble spielt sich Valerie Martens (Die Brautmutter) in den Vordergrund. Unterstützt von pointen- und witzreichen Dialogen ... Immerhin über dem Durchschnitt.“

„Anspielungsreicher Operettenfilm, der von den Nationalsozialisten mehrfach gekürzt wurde, worauf Regisseur Reinhold Schünzel, der Halbjude war, noch vor der Premiere 1937 Deutschland verließ.“